# Нахушев, Адам Маремович
Адам Маремович Нахушев (кабард.-черк. Ӏэдэм Мэрем и къуэ Нэхущ; 5 декабря 1938, Заюково — 27 декабря 2018, Нальчик) — советский и российский учёный, доктор физико-математических наук (1971), профессор (1975), заслуженный деятель науки РФ, КБР, КЧР, Республики Адыгея, президент Адыгской (Черкесской) международной академии наук (1992—2018).

## Биография
Родился 05.12.1938 в с. Заюково Эльбрусского района Кабардино-Балкарской АССР.
В 1945 году поступил в Заюковскую среднюю школу, которую окончил в 1955 году. В том же году был зачислен на математическое отделение физико-математического факультета Кабардино-Балкарского государственного университета. С 1958 г. по 1961 г. был председателем научно-студенческого общества КБГУ и членом университетского комитета ВЛКСМ на правах райкома.
В 1961 г. с отличием окончил Кабардино-Балкарский государственный университет по специальности математика.
С 1961 по 1964 г. аспирант Ростовского, а затем Новосибирского университетов. После окончания аспирантуры был оставлен в Институте математики Сибирского отделения АН СССР.
С 1964 г. научный сотрудник Института математики Сибирского отделения АН СССР. В 1966 г. защитил кандидатскую, а в 1971 г. — докторскую диссертацию по специальности дифференциальные уравнения и математическая физика. С 1964 по 1971 г. преподавал (по совместительству) в Новосибирском государственном университете (НГУ), с 1967 г. доцент кафедры теории функций НГУ.
По приглашению Минвуза РСФСР в конце 1973 года перешел на работу в Кабардино-Балкарский государственный университет. С 1973 года по 1988 год заведовал кафедрой теории функции и функционального анализа, с 1988 года по 1991 год — кафедрой информатики и математического обеспечения автоматизированных систем. Эти две кафедры и кафедра вычислительной математики КБГУ были созданы по инициативе А. М. Нахушева.
С 1991 г. профессор кафедры, главный научный сотрудник отдела Уравнений смешанного типа ИПМА КБНЦ РАН.
В 1992 году по инициативе Нахушева была создана Адыгская (Черкесская) международная академия наук, президентом которой он являлся с момента создания до собственной смерти.
Умер 27 декабря 2018 года.

## Научная деятельность
Основатель научной школы по нелокальным задачам для дифференциальных уравнений математическому моделированию смешанных систем с распределенными параметрами.
Автор монографий:
- «Об одном классе линейных краевых задач для гиперболического и смешанного типов уравнений второго порядка». Нальчик: Эльбрус, 1992. − 154 с.
- «Уравнения математической биологии». М.: Высшая школа, 1995. − 301 с.
- «Математическое моделирование социально-исторических и этнических процессов». Нальчик: Эль-Фа, 1998. — 170 с. (в соавт. с Кенетовой Р. О.)
- «Дробное исчисление и его применение». М.: Физматлит, 2003. — 272 с.
- «Задачи со смещением для уравнений в частных производных». М.:Наука, 2006. — 287 с.

Автор метода постановки и исследования качественно новых краевых и внутренне краевых задач со смещением (проблемы Нахушева).

## Награды
Заслуженный деятель науки РФ (1997), КБР, КЧР, Республики Адыгея. Награждён медалью «За освоение целинных и залежных земель» (1957).
За успехи, достигнутые в научно-исследовательской работе, в 1971 году награждён юбилейной медалью «За доблестный труд в ознаменование 100-летия со дня рождения В. И. Ленина».